# 오노 다이스케
오노 다이스케(일본어: 小野 大輔, 1978년 5월 4일 ~ )는 일본의 성우이다.

## 출연작

### TV 애니메이션
2002년
- 풀메탈 패닉! (사카모토 쇼타)

2003년
- 내일의 나쟈 (마시모)
- WOLF'S RAIN (탈환대B)
- 다 카포 (릭스 쿠리)
- 풀메탈 패닉? 후못후 (사카모토 쇼타)
- 신혼합체 고단나 (스기야마)
- 헝그리 하트 WILD STRIKER (하지메 키쿠모토)
- 네가 바라는 영원 (남자)
- R.O.D (편집장)
- 최유기 Reload (요괴)

2004년
- 아가사 크리스티의 명탐정 포와로와 마플 (해롤드 크라켄토르프)
- 블랙잭 (부하B)
- 폭렬천사 (학생C)
- 엘펜리트 (코우타의 아빠)
- 후타코이 (곤다 준타로)
- 학원 앨리스 (남자, 의사, 레오의 부하A, 노인, 야생동물 조련사)
- 현시연 (오타쿠A, 학생회장)
- 신혼합체 고단나 2기 (스기야마)
- 선생님의 시간(교장)
- 나루토 (토키)
- 우타∽카나 (료)
- 갓슈벨! (고프레)

2005년
- 로젠메이든 트로이멘트 (엔쥬)
- AIR (쿠니사키 유키토, 소라)
- 극상 학생회 (키미즈카 유우이치)
- Blood+ (소리마치)
- 아이실드21 (미즈마치 켄고)
- 신비한 별의 쌍둥이 공주 (아론)
- 지옥소녀 (카타오카 마사야)
- 오뎅군 (곤약군)

2006년
- 스즈미야 하루히의 우울 (코이즈미 이츠키)
- 카시마시 ~Girl Meets Girl~ (소로 아스타)
- Gift ~eternal rainbow~ (사카구치)
- 쓰르라미 울 적에 (아카사카 마모루 *히마츠부시편 주인공)
- 로젠메이든 오베르튜레 (카이)
- 블리치 (마바시)

2007년
- 러키☆스타 (오노 다이스케 *본인)
- 세토의 신부 (미카와 카이)
- 마법소녀 리리컬 나노하 Striker'S (베롯사 아코스)
- 쓰르라미 울 적에 해답편 (아카사카 마모루)
- 미나미가 (호사카)
- 바람의 스티그마 (야가미 카즈마)
- ZOMBIE-LOAN (츠구미 슈지)
- 렌탈 마법사 (카게자키)
- 신곡주계 폴리포니카 (아카츠키 디렌)
- 강철신 지그 (쿠사나기 켄지)

2008년
- 네오 안젤리크 Abyss (휴가)
- 도서관 전쟁 (아사히나 히카루)
- 모노크롬 팩터 (니카이도 아키라)
- 흑집사 (세바스찬 미카엘리스)
- 벚꽃사중주 (키시 쿄스케)
- 우리집의 여우신령님 (에비스)

2009년
- 괭이갈매기 울 적에(우시로미야 배틀러(戦人))
- 판도라 하츠 (쟈크 베자리우스)
- 하늘 가는 대로 (무사)
- 스즈미야 하루히의 우울 2기(코이즈미 이츠키)
- 11eyes(사츠키 카케루)
- 미라클 트레인 (츠키시마 이자요이)
- 우주를 달리는 소녀 (신구지 시구레)
- 카시카 (유진 알렉산드로 볼칸)

2010년
- Fortune Aterial 붉은 약속 (하세쿠라 코헤이)
- 듀라라라!! (헤이와지마 시즈오)
- WORKING!! (사토 쥰)
- 배신자는 내 이름을 알고 있다 (렌죠 호츠마)
- 흑집사 2기 (세바스찬 미카엘리스)
- 심령탐정 야쿠모 (사이토 야쿠모)
- 전설의 용자의 전설 (시온 아스타르)

2011년
- Starry☆Sky (토우즈키 스즈야)
- 도그 데이즈 (버나드 장군)
- A채널 (사토 선생)
- 주군 (카타쿠라 카게츠나)
- 하느님의 메모장 (4대)
- 단탈리안의 서가 (휴 안소니 디스워드(Hugh Anthony Disward) 혹은 휴이)
- 일상 (만화) (까마귀)
- 청의 엑소시스트 (아서 오귀스트 엔젤)

2012년
- 아빠 말 좀 들어라! (니무라 코이치)
- BRAVE10 (키리가쿠레 사이조)
- 신 테니스의 왕자 (토쿠가와 카즈야)
- 블리치 (츠키시마 슈쿠로)
- 쿠로코의 농구 (미도리마 신타로)
- K (야토가미 쿠로)
- 백곰카페 (라마)
- 마기 (신드바드)
- 옆자리 괴물군 (미사와 미츠요시)

2013년
- 진격의 거인 1기 (에르빈 스미스)
- 카니발 (히라토)
- 노래의 왕자님 진심 LOVE 2000% (스메라기 키라)
- 쿠로코의 농구 2기 (미도리마 신타로)

2014년
- 죠죠의 기묘한 모험 (쿠죠 죠타로)
- 신들의 장난 (하데스)
- 바라카몬 (한다 세이슈)
- 흑집사 3기 book of circus (세바스찬 미카엘리스)
- 구구레 코쿠리상 (코쿠리상)

2015년
- 오소마츠상 (마츠노 쥬시마츠)
- 노래의 왕자님 진심 LOVE 레볼루션즈 (스메라기 키라)
- 쿠로코의 농구 3기 (미도리마 신타로)
- K RETURN OF KINGS (야토가미 쿠로)
- 진격! 거인 중학교 (에르빈 스미스)

2016년
- 석고 보이즈 (마르스)
- 디멘션 W (마부치 쿄우마)
- 프린스 오브 스트라이드 얼터너티브 (하세쿠라 히스)
- 마기 신드바드의 모험 (신드바드)
- 사이키 쿠스오의 재난 (넨도 리키)
- 91Days (반노)
- B-PROJECT -고동*앰비셔스- (키타카도 토모히사)
- 노래의 왕자님 진심 LOVE 레전드스타 (스메라기 키라)
- NORN9 노른노넷 (아즈마 나츠히코)
- TRICKSTER (아케치 코고로)

2017년
- 코바야시네의 메이드래곤 ("파프닐")
- 진격의 거인 2기 (에르빈 스미스)
- 날조 트랩 (후지와라)
- 신의탑 (라우레)

2018년
- 진격의 거인 3기 1쿨 (에르빈 스미스)

2019년
- 진격의 거인 3기 2쿨 (에르빈 스미스)

2020년
- 불꽃 소방대 2장 (파트 코 판)

### 극장판 애니메이션
2017년
- 명탐정 코난: 진홍의 연가 (이오리 무가)
- 흑집사: 북 오브 더 아틀란틱 (세바스찬 미카엘리스)
- 극장판 쿠로코의 농구 LAST GAME (미도리마 신타로)
- 우주전함 야마토 2202 사랑의 전사들: 제2장 발진편
- 우주전함 야마토 2202 사랑의 전사들: 제3장 순애보

2018년
- 우주전함 야마토 2202 사랑의 전사들: 제4장 천명편
- 진격의 거인 반격의 효시(에르빈 스미스)

2024년
- 명탐정 코난: 100만 달러의 오릉성 (이오리 무가)

2025년
- 배트맨 닌자 대 야쿠자 리그 (나이트윙)

### OVA
2004년
- 메모리즈 오프 3.5~추억의 저편으로~ (사기사와 잇슈)
- 메모리즈 오프 3.5~소원이 닿을 때~ (사기사와 잇슈)

2006년
- 로젠메이든 오베르튜레 (엔쥬)

### 게임
- R.O.H.A.N (하프 엘프 남성)

2003년
- 이스I·II 이터널 스토리 (고드)

2004년
- 야근 병동·이 (주인공) : 나카모토 신스케 (中本伸輔) 명의
- 3학년 B반 킨파치 선생님 전설의 교단에 세워! (히야마 타이요)
- 도로로 (금동자)

2005년
- 풍운 막말전 (사카모토 료마)
- Little Aid (사와토 유즈루)
- 츠요키스 PC판 (무라타 요헤이, 이가구리) : 나카모토 신스케 (中本伸輔) 명의
- 물의 선율 (키리하라 미사츠구)
- 별이 내리는 시간 (아리마 슌)
- 쿠사리 (코우즈키 쿄스케) : 나카모토 신스케 (中本伸輔) 명의
- 마법전사 스위트 나이츠 Complete Disc (멧서 하인켈) : 나카모토 신스케 (中本伸輔) 명의

2006년
- 만약 내일이 맑다면 (에노모토 켄스케) : 나카모토 신스케 (中本伸輔) 명의
- 네오 안젤리크 (휴가)
- 플라네타리안 ~자그마한 별의 꿈~ PC판 (고물상)
- 전국 BASARA2 (적)
- 브라반! -The bonds of melody- (츠루하시 켄타로) : 나카모토 신스케 (中本伸輔) 명의
- 플라네타리안 ~자그마한 별의 꿈~ PS2판 (고물상)
- 신업(카미와자) (에비조)
- 검호ZERO (사카모토 료마)
- 물의 선율2 비의 기억 (키리하라 미사츠구)
- 플라네타리안 ~자그마한 별의 꿈~ 휴대단말기판 (고물상)
- 기동전사 건담SEED DESTINY 연합vs.Z.A.F.T.II PLUS (스웬 칼바얀)
- 소닉 더 헤지호그 (실버)
- 스즈미야 하루히의 약속 (코이즈미 이츠키)

2007년
- 쓰르라미 울 적에 축제 (아카사카 마모루)
- VitaminX (쿠사나기 하지메)
- 프린세스 나이트메어 (이누카이 이치로타)
- Panic Palette (사와토 유즈루)
- 기동전사 건담 MS소대0079 (클라우스 벨트란)
- DEAR My SUN!! ~아들★육성★광소곡 (이도 후토)
- 전국 BASARA2 영웅외전 (적)

2008년
- 스즈미야 하루히의 당황 (코이즈미 이츠키)
- VitaminX Evolution (쿠사나기 하지메)
- 네오 안젤리크 풀 보이스 (휴가)
- 심술궂은 My Master (에반스)
- 11eyes -죄와 벌과 속죄의 소녀- (사츠키 카케루) : 나카모토 신스케 (中本伸輔) 명의
- 마나케미아2 ~떨어진 학원과 연금술사들~ (로제륙스 마이첸)
- 하나요이 로마네스크 사랑과 슬픔 그런 너를 위한 아리아 (호쇼 렌타로
- Panic Palette Portable (사와토 유즈루)
- 네오 안젤리크 Special (휴가)

2009년
- the king of fighters 2002 um (네임리스(코드내임:제 프라임))
- 파이널 판타지 XIII (스노 빌리어스)
- Starry☆Sky ~in Spring~ (토즈키 스즈야)

2010년
- Dear Girl ~Stories~ 히비키 히비키특훈대작전! DS (오노D)

2014년
- 전국무쌍4 - 사나다 노부유키(真田信之)

2015년
- 죠죠의 기묘한 모험 Eyes of Heaven -쿠죠 죠타로

### DRAMA CD
2007년
- ZOMBIE-LOAN (츠구미 슈지)

### 외화
- 블랙호크다운 - 에드 유렉
- 마법소녀 위치 - 로드 세드릭